# Lancanjiangosaurus
"Lancanjiangosaurus", Debido al tiempo que ha pasado desde que fuera nombrado, los restos pueden estar descritos bajo otro nombre, "Lancangosaurus" o "Lancangjiangosaurus" (“lagarto de Lancanjiang”) es el nombre informal dado a un género de dinosaurio saurópodo cetiosáurido que vivió a mediados del período Jurásico, hace aproximadamente 165 a 161 millones de años entre el Bajociano y el Calloviense. Fue encontrado en Xizang, Tíbet, y nombrado por Zhao en 1985. La especie tipo "L. cachuensis" y esta estrechamente relacionada con el Cetiosaurus de Europa y África. Debido al tiempo que ha pasado desde que fuera nombrado, los restos pueden estar descritos bajo otro nombre.